# Baykar
Baykar је турско приватно предузеће које се бави производњом беспилотних летелица. Основан је 1984. године у Истанбулу.

## Галерија
-Baykar тим